# Toponimi latini dei comuni della provincia di Livorno
Questo elenco comprende i toponimi latini dei comuni della provincia di Livorno effettivamente usati in epoca classica, medievale e moderna.

## Elenco
| Endonimo italiano   | Toponimo latino principale     | Varianti | Antropotoponimo (nome degli abitanti) | Note                          |
| ------------------- | ------------------------------ | --- | ------------------------------------- | ----------------------------- |
| Livorno             | Labro -onis, Liburnum -i       | Liburni -orum, Liburna -ae, Liburnus -i, Ligurnus -i, Livorna -ae, Portus Herculis Liburni, Herculis Labronis Portus | Labronici , Liburnenses               | Vedi anche: Storia di Livorno |
| Bibbona             | Castrum Bibonae                | Bibona, Bibone Castellum                                                                                             | Bibonenses                            |                               |
| Campiglia Marittima | Campillia                      | Campilia, Campillia Maritima                                                                                         | Campillienses                         |                               |
| Campo nell'Elba     | Campus-i                       | Campus Ilvensis, Campus in Insula Ilvae                                                                              | Campenses                             |                               |
| Capoliveri          | Caput Liberum                  | Caput Ilvae, Caput Liseri, Caput Liveri                                                                              | Caputliberenses                       |                               |
| Capraia Isola       | Capraria Insula                | Caprasia Insula, Aegilos Insula                                                                                      | Aegilienses, Caprarienses             |                               |
| Castagneto Carducci | Castanetum Gherardescae        | Castanetum Gerardescum, Castanetum Maritimus                                                                         | Castanetani                           |                               |
| Cecina              | Caecina -ae                    | | Caecinenses                           |                               |
| Collesalvetti       | Collis Salvecti                | | Collenses                             |                               |
| Marciana            | Marciana Podii                 | Marciana ad Podium                                                                                                   | Marcianenses                          |                               |
| Marciana Marina     | Marciana Maris                 | Marciana ad Marinam, Marina Marcianae                                                                                | Marinenses                            |                               |
| Piombino            | Plumbinum -i                   | Plombinum, ant.te Falesia o Portus Falesiae                                                                          | Plumbinenses, Plumbinei               |                               |
| Porto Azzurro       | Portus Longus, Portus Longonis | Longonum, Portus Lungonis, Portus Azureus                                                                            | Longonenses                           |                               |
| Portoferraio        | Cosmopolis, Portus Ferrarius   | Portus Ferratus, Portus Argous, Ferrarius Portus                                                                     | Cosmopolitani                         |                               |
| Rio Marina          | Rivus Maris                    | Rivus ad Marinam, Marina Rivi                                                                                        | Piagenses                             |                               |
| Rio nell'Elba       | Rivus, Rivus Altus             | Rivus in Insula Ilvae                                                                                                | Rivenses                              |                               |
| Rosignano Marittimo | Rasinianum -i                  | Rasignanum, Rasignanum Maritimum, Rosignanum                                                                         | Rasinianenses                         |                               |
| San Vincenzo        | Turris Sancti Vincentii        | Fanum Sancti Vincentii                                                                                               | Vincentini                            |                               |
| Sassetta            | Saxseta -ae                    | | Saxsetani                             |                               |
| Suvereto            | Suberetum -i                   | Suveretum, Castrum Suveretum                                                                                         | Suberetani                            |                               |